# 九华楼

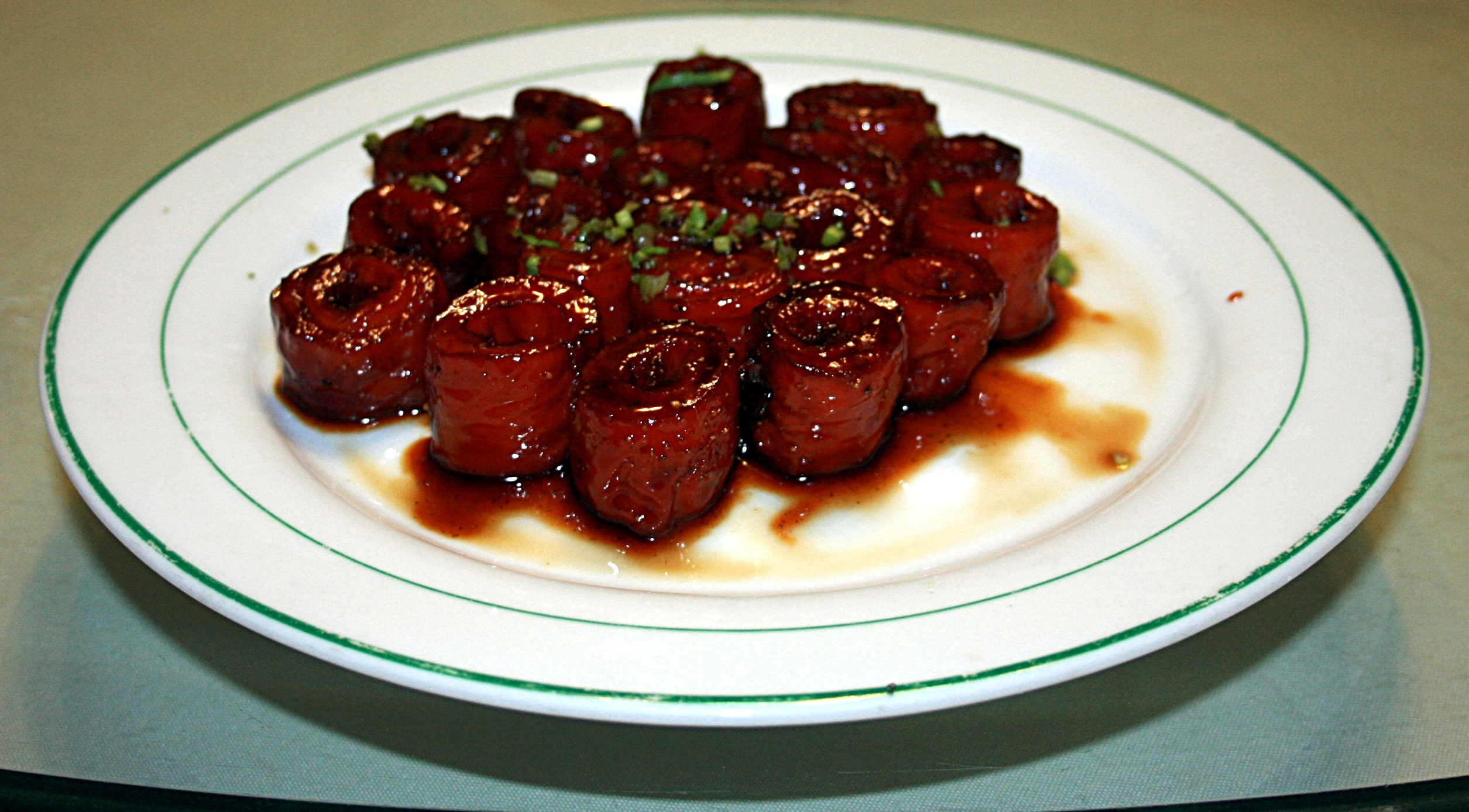
九转大肠

九华楼为清末民初时期位于济南老城内后宰门街上的一家饭庄，亦为街上的四大名店（九华楼饭庄、同元楼饭庄、远兴斋酱园、庆育药店）之一，因创制鲁菜经典名菜“九转大肠”而知名，该店由邰氏和富商杜氏创建，开业于清光绪初年，歇业于1930年代。原济南城内邰氏开一饭馆九华园，扁食做的很好，杜某经常光顾。杜某对“九”字有的特殊爱好，杜某在济南的店铺，字号均以“九”字开头。后与邰氏合股在后宰门兴建饭庄改称九华楼。
九华楼的旧址位于后宰门街与县西巷的交界口处，原后宰门街2号，为一幢砖石结构的二层三间小楼，在九华楼衰落后逐渐成为民居。2002年县西巷拆迁，此建筑虽被拟定易地重建，但仍遭遇仓促拆迁，重要建筑部件均未作标记。在2010年10月公示的武岳庙地块规划及建筑方案中，计划将其建于原武岳庙山门内西侧。